# 經聞
經聞（？—？），字薪傳，号華亭，苏完富察氏，内务府满洲正白旗人。雍正乙卯举人，乾隆壬戌进士。
后任翰林院庶吉士，散馆授编修，乾隆十二年（1747年）丁卯科福建乡试副考官。
家族一门五进士。

## 家族
始祖为艾達，世居苏完地方家族多有科举入仕者：
良卿，乾隆壬戌科同榜进士，贵州巡抚。
錫榮，道光丁未进士，江西萍乡县知县。
興恩，咸丰壬子进士，盛京工部侍郎。
貴誠，光绪壬辰进士。
徵瑞在乾嘉年间官至总管内务府大臣，曾經在天津接待马嘎尔尼访问。